# Voivod (album)
A Voivod a kanadai Voivod együttes 2003-ban megjelent tizenharmadik nagylemeze (és tizedik stúdióalbuma). Hosszú idő után ezen az albumon tért vissza Denis Belanger (Snake), a csapat eredeti énekese. Szintén ekkor csatlakozott a Voivodhoz egy régi barát, a korábbi Metallica-basszusgitáros Jason Newsted. A felvételek Newsted saját stúdiójában zajlottak és a lemez kiadását is ő finanszírozta saját cégén keresztül.
A Voivod album eredetileg The Multiverse címmel jelent volna meg és egy újabb összefüggő Voivod-sztorit dolgoztak volna ki, de a koncepciót végül elvetették. Zeneileg viszont ismét új korszakot nyitottak. Az utóbbi két albumra (Negatron és Phobos) jellemző indusztriális, durva thrash metal helyett zajos és zabolátlan progresszív rock/metal dalokat írtak erre a lemezre.

## Az album dalai
Az összes szám zenéjét a Voivod írta, a dalszövegeket pedig Denis Belanger.
1. Gasmask Revival  – 4:16
2. Facing Up  – 4:48
3. Blame Us  – 5:35
4. Real Again?  – 4:52
5. Rebel Robot  – 4:48
6. The Multiverse  – 5:28
7. I Don't Wanna Wake Up  – 5:49
8. Les Cigares Volants  – 4:06
9. Divine Sun  – 5:05
10. Reactor  – 3:55
11. Invisible Planet  – 4:37
12. Strange and Ironic  – 4:31
13. We Carry On – 7:42

## Zenekar
- Denis Belanger "Snake" – ének
- Denis D'Amour "Piggy" – gitár
- Michel Langevin "Away" – dobok
- Jason Newsted "Jasonic" – basszusgitár